# Nowe Sytuacje
«Nowe Sytuacje» — дебютный студийный альбом польской рок-группы Republika, записанный в 1982 и выпущенный в 1983 году. В течение первого месяц после выпуска было продано около 260 тысяч экземпляров — несмотря на то, что он стоил 700 злотых, а другие музыкальные альбомы того времени стоили примерно 160 злотых.

## Список композиций
Сторона А
1. «Nowe sytuacje» — 4:25
2. «System nerwowy» — 3:40
3. «Prąd» — 4:22
4. «Arktyka» — 4:06
5. «Śmierć w bikini» — 4:22

Сторона Б
1. «Będzie plan» — 3:37
2. «Mój imperializm» — 3:38
3. «Halucynacje» — 3:20
4. «Znak „=“» — 2:48
5. «My lunatycy» — 4:20

Слова и музыка всех песен — Grzegorz Ciechowski

## Состав группы
- Гжегож Цеховский (пол. Grzegorz Ciechowski) — вокал, фортепиано, флейта
- Славомир Цесельский (пол. Sławomir Ciesielski) — барабаны, вокал
- Збигнев Кживаньский (пол. Zbigniew Krzywański) — гитара, вокал
- Павел Кучыньский (пол. Paweł Kuczyński) — бас-гитара

## Критика
Альбом во феврале 1985 года получил статус золотого диска.
По профессиональным рецензиям:
- Журнал «Teraz Rock» два раза признал альбому самую высокую ноту  в 2006 и 2014 году.[2][3]
- Журнал «Tylko Rock» признал ноту  в 1998 году.[1]
- Сайт «Rock Magazyn» признал ноту . ссылка Архивная копия от 25 мая 2018 на Wayback Machine
- Сайт «Muzyczny Horyzont» признал . ссылка Архивная копия от 25 мая 2018 на Wayback Machine

Песни, которые попали в хит-парад под званием «Lista Przebojów Programu Trzeciego» (Список Хитов Третьего Канала)
| Год  | Звание          | Позиция |
| ---- | --------------- | ------- |
| 1983 | Śmierć w bikini | 1       |
| 1983 | Halucynacje     | 2       |
| 1983 | Znak «=»        | 1       |
| 1983 | Arktyka         | 1       |